# Жил-был доктор…
«Жил-был доктор…» — советский фильм 1984 года режиссёра Вячеслава Сорокина, дебютный фильм режиссёра.

## Сюжет
Николай Заостровцев в свои 40 лет подводит жизненный итог. Он — сельский врач, работающий в трудных условиях в деревне Гладуны. Человек добрый, интеллигентный, он верой и правдой не просто работает врачом, а служит людям. Его серые рабочие будни состоят из тревог и забот, скромных успехов и неудач. Нелепая смерть юной пациентки; любовь Заостровцева к учительнице Тоне мучительна и безысходна; из молодого врача — неплохого доктора, но карьериста Шумилина соратника и единомышленника не получилось. Но несмотря ни на что Заостровцев — став настоящим лекарем в этих условиях, остается верен своему делу до конца, и не помышляет о славе и городской жизни.

Фильм о замечательном человеке, сельском враче Николае Александровиче Заостровцеве, нашем современнике. Заостровцев (А. Ткаченок) герой ленты «Жил—был доктор» в поре зрелости, подводит первые предварительные итоги. На пространстве экрана возникнет милый сердцу среднерусский пейзаж, снятый оператором Ю. Воронцовым любовно, но не изысканно, не искушенно, без этнографических затей. На протяжении всего фильма нам не представится случая «восхититься» операторской работой, оператор и режиссер не оставляют нам на это времени: сдержанно, но властно они ведут зрителя к сути развитию и исходу душевной драмы… Подсказка авторов ленты: «доктор… земский доктор… доктор Чехов». Суть не только в том, что актер А. Ткаченок и лицом и статью походит на портреты писателя, создатели ленты рискнули поставить вечно живые «чеховские» вопросы нравственного выбора или пере—выбора зрелого человека: не бессмысленна ли моя работа, всё ли сделал, на что способен, не непрасно ли прожита жизнь?— журнал «Экран», 1988

Картина, рассказывающая о сельском враче, сегодняшнем, подчеркнем, сельском враче, всех поразила своей чисто чеховской интонацией. Чеховской в ней была не просто фактура: маленькая деревня где-то в Нечерноземье. И не просто преданность своему конкретному делу, когда не поддаешься никаким искусам (в фильме есть момент, когда героя зовут в город на работу, открывающую перспективу для кандидатской и т. д.). В картине «Жил-был доктор» есть тот высокий чеховский тонус духовности, что и составляет истинную (ныне во многом утраченную) интеллигентность.— В жизни и в кино: из блокнота журналиста / В. С. Иванова. — М.: Искусство, 1988. — 191 с. — с. 189

## В ролях
- Александр Ткачёнок — Николай Александрович Заостровцев, сорокалетний сельский врач
- Тамара Лебедева — Кира Алексеевна, жена Заостровцева
- Татьяна Рассказова — Тоня, учительница
- Сергей Кошонин — Сергей Шумилин, молодой доктор
- Татьяна Кулиш — Зоя, медсестра
- Николай Березин — Фёдор Поликанов
- Татьяна Балтушевич — Надя Поликанова
- Татьяна Захарова — Маша, библиотекарь
- Даня Павльо — Витя, младший сын
- Сергей Ротач — Алёша, старший сын
- Галина Сабурова — Мария Васильевна, учительница
- Людмила Аржаникова — учительница
- Олег Власов — Вячеслав
- Юрий Гамзин — Петрович, отец Нади Поликановой
- Любовь Малиновская — Анна Матвеевна
- Анатолий Сливников — эпизод
- Юрий Оськин — эпизод

## Критика
Кинокритик Е. Стишова в рецензии на фильм («Искусство кино», 1985, № 9) заметила, что в литературе и кинематографе долгое время существовал сюжетный канон рассказа о сельском интеллигенте — враче, учителе, агрономе, когда героя вначале преследуют неудачи, но в итоге судьба ему улыбается, здесь же сценаристы фильма поломали схему, оставляя драму.
По словам киноведа Любови Аркус: «Сорокин кажется наиболее ленфильмовским по стилю и интонации — его „Жил-был доктор…“ (1984) сделан в лучших традициях „интимного реализма“». По мнению киноведа Людмилы Донец этот дебютный фильм режиссёра Вячеслава Сорокина — лучшее что снял.